# Barbara Selkridge
Barbara Selkridge, född 7 juni 1971, är en antiguansk och barbudansk friidrottare. Hon deltog vid olympiska sommarspelen 1988.